# Brieden
Brieden là một xã thuộc huyện Cochem-Zell, bang Rheinland-Pfalz, Đức. Xã này có diện tích 4,4 ki-lô-mét vuông.